# アテンボロサウルス
アテンボロサウルス（学名：Attenborosaurus）は、ジュラ紀前期に生息した首長竜類である。イングランドのドーセットで化石が発見された。全長は5メートルほどで、水中で長い首を使い広い範囲の魚を鋭い歯で捕らえていた。
プレシオサウルス科とする意見が多く見られるが、より基盤的な系譜に位置するという見解もある。元の化石は第二次世界大戦により紛失してしまったが、ロンドン自然史博物館などに複製が所蔵されており、研究が進められている。皮膚の痕跡も化石として残されており、目立った大きな鱗のない現生のイルカに近い水の抵抗を減らすためのものであったということも判明した。
タイプ種にして唯一の種であるAttenborosaurus conybeariは元々プレシオサウルスの1種として記載されていたが、 1993年にロバート・T・バッカーによって新属新種として記載。学名は『ジュラシック・パーク』ジョン・ハモンド役で知られるリチャード・アッテンボローの弟でありBBCなどの動物番組のナレーションで知られるデイビッド・アッテンボローへの献名である。